# Takeo Ischi
Takeo Išii (japonsky 石井 健雄, Išii Takeo; * 3. března 1947 Tokio), germanizováno jako Ischi, je japonský jódler působící v Německu.

## Život
Narodil se a vyrůstal v Tokiu. Na střední škole byl sice samotářem, ale právě v tu dobu se poprvé doslechl o jódlování v rádiu. Po vzoru svého otce šel studovat na univerzitu strojního inženýrství. Ve volném čase ho zaujala citera a kladívkový cimbál a naučil se na tyto nástroje hrát. Pomocí nahrávek Franzla Langa se naučil jódlovat a začal vystupovat v japonské televizi. Během šesti měsíců, kdy studoval v Německu, odjel do Švýcarska, kde zpíval v pivnici v Curychu, čímž si brzy začal vydělávat. Zde také zpíval před Franzlem Langem (Jodlerkönig), svým idolem, a ten ho vzal pod svá křídla. Vystupoval v televizi s Marií Hellwigovou. V německých jazykových kruzích se stal známým jako „japonský jódler“.[zdroj?]
Se svou ženou Henriette se seznámil v roce 1981 a o tři roky později ji požádal o ruku v onsenu (horkém prameni) v Japonsku, kde jí svou žádost o ruku zajódloval. Vzali se v roce 1985 a měli spolu pět dětí: čtyři syny – Maximiliana, Michaeal, Andrease a Lukase – a jednu dceru – Julii.
Ve spolupráci s The Gregory Brothers vydal 25. ledna 2017 píseň „Chicken Attack“; na YouTube získala přes 20 milionů zhlédnutí. V roce 2019 vyšel cover s tchajwanskou metalovou skupinou Chthonic.
S The Gregory Brothers následně spolupracoval i na sérii, kterou vydali 17. ledna 2020. První písní v sérii je „Chicken Pig Attack“, přičemž do budoucna přislíbil další písně. 24. ledna 2020 vydali další píseň, „Rat Attack“, po níž 28. ledna 2022 následovala píseň „Cow Attack“.
V roce 2021 se objevil v 9. řadě belgické show De Mol. Kandidáti tohoto pořadu měli soutěž, ve které s ním natočili videoklip s názvem Der Maulwurf, aby vydělali peníze. Tato píseň popisovala chování krtka v tomto pořadu.

## Diskografie
Der Küstenjodler
1. Der Küstenjodler
2. Wer hat nur Dir das Jodeln beigebracht
3. Bockwurst, Bier und Blasmusik

New Bibi-Hendl
1. New Bibi-Hendl (Rap)
2. New Bibi-Hendl (Heimatsender-Mix)
3. New Appenzeller
4. New Bibi-Hendl (Extended Dance-Version)
5. New Bibi-Hendl (Karaoke-Version)

Bockwurst, Bier und Blasmusik
1. Bockwurst, Bier und Blasmusik
2. Ich fang den Tag mit einem Jodler an

Wer hat nur Dir das Jodeln beigebracht
1. Wer hat nur Dir das Jodeln beigebracht
2. Bockwurst, Bier und Blasmusik
3. Ich fang den Tag mit einem Jodler an

Der Import-Hit aus Japan
1. Bibi-Hendl
2. Der Import-Hit aus Japan
3. Zwei Spuren im Schnee
4. Appenzeller
5. In jeder Sprache klingt es gleich
6. Wer hat nur Dir das Jodeln beigebracht
7. Der Liebes-Jodler
8. Bergvagabunden
9. Der Küsten-Jodler
10. Bockwurst, Bier und Blasmusik
11. Ich fang den Tag mit einem Jodler an
12. Jagertee im Pulverschnee - gemeinsam mit Maria & Margot Hellwig
13. Bibi-Hendl (Extended Dance-Version) (bonus track)

Die hr4-Weihnachts-CD
- Zwei Spuren im Schnee - Takeo Ischi

Edelweiss der Volksmusik - Volume 1
- Wer hat nur Dir das Jodeln beigebracht - Takeo Ischi

Festival der Volksmusik Volume 1
- Der Küstenjodler - Takeo Ischi

Schlager & Gute Laune Festival Die Hits von CD 2
- Takeo Ischi * New Bibi-Hendl (Rap)

Lieder die von Herzen kommen Volume 1
- Der Küsten-Jodler - Takeo Ischi

Maria Hellwig - Ich möcht so gerne Urgroßmutter sein
- Takeo Ischi - Der Küstenjodler